# Liga Colombiana de Béisbol Profesional 1995-96
La temporada de la Liga Colombiana de Béisbol Profesional 1995-96 oficialmente y por motivos de patrocinio llamada Copa Kola Román-Águila 1995/1996 fue la 21° edición de este campeonato disputada a partir del 1 de diciembre de 1995 y finalizado el 15 de febrero de 1996. Un total de 4 equipos participaron en la competición de cuatro ciudades Barranquilla, Cartagena de Indias, Montería y Sincelejo. El campeón fue Tigres Cerveza Águila de Cartagena obteniendo su primer título.

## Sistema de juego
Del 1 de diciembre de 1995 hasta el 9 de febrero de 1995. En principio la final la disputarían el primero y segundo de la fase regular pero después y a pesar de las críticas se realizó un pre Play-Off entre el segundo y tercero para definir al segundo finalista pues el equipo que ocupó el primer lugar clasificó a la final directamente..

## Equipos participantes
| Equipo                                  | Fundación | Departamento | Ciudad       | Estadio                    | Capacidad |
| Rancheros de Sincelejo                  | 1987      | Sucre        | Sincelejo    | Estadio 20 de Enero        | 10 000    |
| Vaqueros de Montería (Kola Román)       | 1984      | Córdoba      | Montería     | Estadio Dieciocho de Junio | 11 000    |
| Tigres de Cartagena (Cerveza Águila)    |           | Bolívar      | Cartagena    | Estadio Once de Noviembre  | 12 000    |
| Caimanes de Barranquilla (Vick Vaporub) | 1984      | Atlántico    | Barranquilla | Estadio Tomás Arrieta      | 8 000     |

## Temporada regular
Cada equipo disputó 47 a 48 juegos del 1 de diciembre de 1995 hasta el 4 de febrero de 1996.
| Pos | Equipo                 | JG | JP | JJ | AVG.  | Dif |
| --- | ---------------------- | -- | -- | -- | ----- | --- |
| 1.  | Caimanes Vick Vaporub  | 28 | 20 | 48 | 0.583 | --- |
| 2.  | Rancheros de Sincelejo | 25 | 22 | 47 | 0.532 | 2,5 |
| 3.  | Tigres Cerveza Águila  | 23 | 24 | 47 | 0.489 | 4,5 |
| 4.  | Vaqueros Kola Román    | 19 | 29 | 48 | 0.396 | 9,0 |

|  | Clasificado a la final del campeonato. |
|  | Clasificados al Pre-Play Off.          |
|  | Eliminado.                             |

## Pre Play Off
Se jugó el 6 y 7 de febrero del 1996 entre el segundo y tercero de la fase regular.

### Serie
| Serie Pre Play Off LCBP de 1995/96 Tigres de Cartagena 2-0 Rancheros de Sincelejo |         |                       |                 |                           |          |
| Juego                                                                             | Fecha   | Resultado             | Serie (AGU-RAN) | Estadio                   | Duración |
| 1                                                                                 | Enero 6 | Tigres 1; Rancheros 2 | 0–1             | Estadio 20 de Enero       |          |
| 2                                                                                 | Enero 7 | Rancheros 1; Tigres 5 | 0–2             | Estadio Once de Noviembre |          |

## Play Off Final
Se disputaron 6 juegos para definir el campeón del 9 al 15 de febrero de 1996.
| Serie Play Off LCBP de 1995/96 Tigres de Cartagena 4-2 Caimanes de Barranquilla |            |                       |                 |                           |       |
| Juego                                                                           | Fecha      | Resultado             | Serie (TIG-CAI) | Lugar                     | Hora  |
| 1                                                                               | Febrero 9  | Tigres 1; Caimanes 11 | 0–1             | Estadio Tomás Arrieta     | 16:00 |
| 2                                                                               | Febrero 10 | Tigres 6; Caimanes 4  | 1–1             | Estadio Tomás Arrieta     | 16:00 |
| 3                                                                               | Febrero 11 | Caimanes 8; Tigres 3  | 1–2             | Estadio Once de Noviembre | 16:00 |
| 4                                                                               | Febrero 13 | Caimanes 4; Tigres 15 | 2–2             | Estadio Once de Noviembre | 20:00 |
| 5                                                                               | Febrero 14 | Caimanes 0; Tigres 5  | 3–2             | Estadio Once de Noviembre | 20:00 |
| 6                                                                               | Febrero 15 | Tigres 3; Caimanes 1  | 4–2             | Estadio Tomás Arrieta     | 20:00 |

| Colombia                     |
| Campeón Tigres Primer título |

## Los mejores
| Stat                     | Jugador               | Total |
| ------------------------ | --------------------- | ----- |
| Porcentaje de bateo (BA) | José Gil (TIG)        | .318  |
| Hits (H)                 | Orlando Cabrera (TIG) | 60    |
| Carrera impulsada (RBI)  | Jesús Gonzalez (CAI)  | 31    |
| Carrera anotada (R)      | Orlando Cabrera (TIG) | 42    |
| Dobles (2B)              | José Gil (TIG)        | 16    |
| Triples (3B)             | Jose Macias (TIG)     | 6     |
| Home run (HR)            | Jesús Gonzalez (CAI)  | 10    |
| Robo de base (SB)        | Orlando Cabrera (TIG) | 11    |

| Stat                 | Jugador                                   | Total         |
| -------------------- | ----------------------------------------- | ------------- |
| Juegos ganados (GAN) | Miguel Galvan (VAQ) Nelson Portales (RAN) | 3W-0L (1.000) |
| Efectividad (ERA)    | Julio Franco (CAI)                        | 1.38          |
| Ponches (SO)         | Gustavo Gil (RAN)                         | 58            |